# George Henry Chase
George Henry Chase (Lynn, 13 de junio de 1874-Cambridge, 2 de febrero de 1952) fue un arqueólogo y educador estadounidense. Desde 1916 hasta 1945 fue el primer profesor de Arqueología John E. Hudson en la Universidad de Harvard.

## Biografía
Nació en Lynn, Massachusetts, el 13 de junio de 1874. Se graduó de la Universidad de Harvard en 1896.
Fue el excavador principal del Hereo de Argos. Fue elegido miembro de la Academia Estadounidense de las Artes y las Ciencias en 1912 y de la Sociedad Filosófica Estadounidense en 1929.
Falleció en Cambridge, Massachusetts, el 2 de febrero de 1952 y fue enterrado en el cementerio Mount Auburn.

## Otras lecturas
- «The Argive Heraeum». American Journal of Archaeology 6 (4): 417-421. October–December 1902. doi:10.2307/496668.